# Dorfkirche Laasdorf

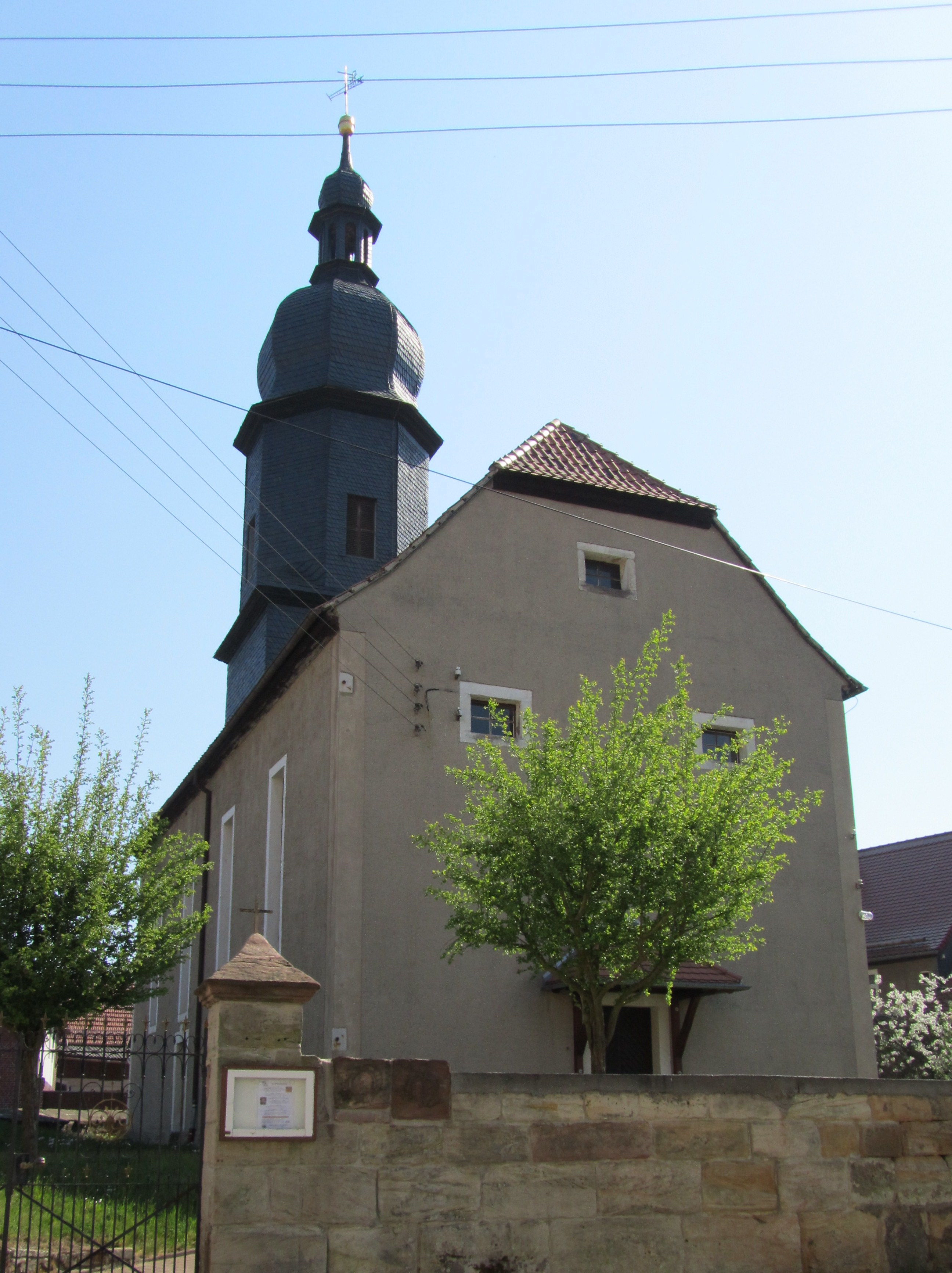
Kirche Laasdorf

Die Dorfkirche Laasdorf steht in der Gemeinde Laasdorf im Saale-Holzland-Kreis in Thüringen. Sie gehört zum Pfarrbereich Stadtroda im Kirchenkreis Eisenberg der Evangelischen Kirche in Mitteldeutschland.

## Lage
Die Kirche liegt zentral im Ort.

## Geschichte
1770/71 wurde die Saalkirche auf den Grundmauern der Vorgängerin aufgebaut. Diese war 1647 nach der kompletten Zerstörung von schwedischen Truppen wieder aufgebaut worden, war jedoch reparaturanfällig (1751 stürzte ein Teil der Kirchendecke ein).

## Ausstattung
Im Kirchenschiff ist die Ausstattung aus dem 18. Jahrhundert vollständig erhalten. Im Chor steht ein freistehender Altar. Beiderseits stehen zwei spätgotische Schnitzfiguren. Die Predella schuf der Maler Paul Neidhardt aus Gera zum Thema Jesus als guter Hirte.
Im Schiff sind dreiseitig Emporen angebracht. Die Orgel mit 2 Manualen, Pedal und 15 Registern schuf 1773 Christian Sigismund Voigt aus Uhlstädt.
Die Kirche erhielt 1855 zwei Kirchenglocken aus Bronze, gegossen von Carl Friedrich Ulrich in Apolda. Die große musste im Ersten Weltkrieg als Metallspende des deutschen Volkes abgegeben werden. Es blieb die kleine mit der Inschrift „Meine Töne rufen zu den Stufen des Tempels“.

## Varia
- Anlässlich des 250-jährigen Jubiläums der Kirche plant die Kirchgemeinde, eine Festbroschüre zu veröffentlichen, und sucht dafür Text- und Bild-Beiträge mit Bezug zu dieser Kirche.[3]